# 芜湖扬子农村商业银行
芜湖扬子农村商业银行股份有限公司（简称：芜湖扬子农村商业银行，英文：WUHU YANGZI RURAL COMMERCIAL BANK CO.LTD），成立于2006年12月，是一家位于中国安徽省芜湖市的农村商业银行，是安徽省首家同时也是中西部地区首家农村商业银行，由原芜湖市郊区农村信用合作社联合社及所辖农村信用合作社改制成立。

## 历史
- 2006年10月，经中国银监会批准，芜湖扬子农村商业银行股份有限公司获准筹建，是安徽省和中西部地区首家获银监会批准筹建的农村商业银行[2]。
- 2006年12月，获银监会批复开业[3]。
- 2014年7月16日，安徽石台扬子村镇银行营业[4]。
- 2014年7月18日，安徽广德扬子村镇银行开业[5]。
- 2014年7月29日，安徽东至扬子村镇银行开业[6]。
- 2014年8月，天津滨海扬子村镇银行获天津银监局批复开业[7]。
- 2015年3月12日，安徽巢湖扬子村镇银行开业，系巢湖市首家村镇银行[8]。
- 2017年2月18日，武汉东西湖扬子村镇银行营业，为武汉市第二家村镇银行[9]。
- 2018年2月，上海宝山扬子村镇银行成立，是安徽省首家在沪村镇银行[10]。

## 网点分布
该行现有机构网点总数43家，遍及芜湖市四区四县；此外，在安徽省石台县、广德县、东至县、巢湖市，天津市、武汉市和上海市设有7家村镇银行。

## 经营规模
截至2017年末，全行资产总额达到349.13亿元，其中贷款总额199.71亿元，同比增长15.86%；存款总额268.23亿元，增长11.68%；实现利润总额4.04亿元，净利润2.95亿元。

## 所获奖誉
- 2013年5月，获“全国五一劳动奖状”荣誉称号[12]。
- 2015年10月，获“2014年芜湖金融机构考核一等奖”[13]。